# Khaled Mobayed
Khaled Mobayed (arab. خالد المبيض; ur. 20 stycznia 1993 w Hamie) – syryjski piłkarz grający na pozycji pomocnika. Od 2018 jest zawodnikiem klubu Taliya SC.

## Kariera piłkarska
Swoją karierę piłkarską Mobayed rozpoczął w klubie Taliya SC, w którym w 2011 roku zadebiutował w pierwszej lidze syryjskiej. W 2015 roku odszedł do Al-Wahda Damaszek, z którym w sezonie 2015/2016 wywalczył mistrzostwo Syrii. W 2017 przeszedł do irackiego Al-Quwa Al-Jawiya. W sezonie 2017/2018 został z nim wicemistrzem Iraku. W 2018 wrócił do klubu Taliya SC.

## Kariera reprezentacyjna
W reprezentacji Syrii Mobayed zadebiutował 17 listopada 2012 w zremisowanym 1:1 towarzyskim meczu z Palestyną. W 2019 roku powołano go do kadry na Puchar Azji.